# Pommersche Jahrbücher
Die Pommerschen Jahrbücher waren die Vereinszeitschrift des Rügisch-Pommerschen Geschichtsvereins zu Greifswald und Stralsund. Sie erschien ab 1900 im Prinzip als Jahrbuch, und es wurden insgesamt 34 Bände veröffentlicht. Unterbrechungen gab es 1919 und von 1922 bis 1925. Außerdem wurden drei Ergänzungsbände herausgegeben. 1940 stellte die Zeitschrift ihr Erscheinen ein.
In gewisser Weise kann das ab 1961 herausgegebene Greifswald-Stralsunder Jahrbuch als die Fortsetzung gelten, auch wenn dieses unter den gegebenen Umständen in der DDR nicht als Vereinszeitschrift fungierte und nach mehreren Unterbrechungen sein Erscheinen 1982 gänzlich eingestellt wurde.
1996 beschloss die Gesellschaft für pommersche Geschichte, Altertumskunde und Kunst e. V., ihrer Vereinszeitschrift Baltische Studien den Titelzusatz „Pommersche Jahrbücher für Landesgeschichte“ zu geben. Damit sollte herausgestrichen werden, dass sich die Gesellschaft als Nachfolgerin des nach 1945 nicht wiederbelebten Rügisch-Pommerschen Geschichtsvereins verstand, der seinerseits 1899 aus der Greifswalder Abteilung der Gesellschaft hervorgegangen war.